# 西出雲站
35°20′06″N 132°43′19″E / 35.334893°N 132.721817°E
西出雲站（日语：／ Nishi-izumo eki */?）是位於日本島根縣出雲市知井宮町的西日本旅客鐵道（JR西日本）山陰本線鐵路車站。為無站員駐守的車站，偶然由附近高校的學生（出雲西高Interact Club）負責作義務清掃。
此站以東至伯耆大山車站間的路段有電氣化、以西至終點幡生站沒有電氣化。因此停靠此站的列車大多為使用柴油的內燃機車輛。電車只有於本站始發的上行一號列車及至本站的午間與最終列車各1班。電氣化的優等列車僅在出雲市車站做為起站與終點站，但因JR西日本後藤綜合車輛所出雲分所設於西出雲站與出雲神西站之間，為便於電氣化車輛進出，因此從出雲市車站至本站到車輛所的山陰本線設有架空電車線。

## 車站構造
島式月台1面2線的無人站。線路向東西方向直線延伸。

### 月台配置
| 月台 | 路線     | 方向 | 目的地           |
| ---- | -------- | ---- | ---------------- |
| 1    | 山陰本線 | 上行 | 出雲市、松江方向 |
| 2    | 山陰本線 | 下行 | 大田市、江津方向 |

幡生方向設有後藤綜合車輛所出雲分所（原 出雲鐵道部出雲車輛支部）。

## 車站周邊

### 北口
- 知井宮郵便局
- 出雲信用組合
- 出雲西高等學校
- 出雲市立河南中學校
- 出雲市立神戶川小學校

### 南口
- 出雲地啤酒餐廳
- （徒步10分）

## 历史
- 1913年11月21日 知井宮站開業。
- 1993年3月18日 改名西出雲站。

## 相鄰車站
※特急「超級松風」（只限此站1班來回停靠）、快速「Aqua Liner」（此站約半數程度停靠）的相鄰停車站參見各列車條目。
西日本旅客鐵道
 山陰本線
出雲市－西出雲－出雲神西

## 外部連結
- JR西日本（西出雲站） （页面存档备份，存于）
- しまね花の郷（フラワーパーク）